# Xin'an
För andra betydelser, se Xin'an (olika betydelser).
Xin'an, även känt som Sinan, är ett härad som lyder under Luoyangs stad på prefekturnivå i Henan-provinsen i norra Kina.
114 f.Kr. under Handynastin befästes det strategiska bergspasset Hangupasset, som ligger i östra utkanten av Xin'an.